# Montezumia dimidiata
Montezumia dimidiata är en stekelart som beskrevs av Henri Saussure 1852. Montezumia dimidiata ingår i släktet Montezumia och familjen Eumenidae. Inga underarter finns listade i Catalogue of Life.